# Enrique Bolaños
Enrique Bolaños Geyer (ur. 13 maja 1928 w Masai, zm. 14 czerwca 2021 w Managui) – nikaraguański polityk, prezydent Nikaragui w latach 2002–2007.
Publicznie przeciwstawiał się sandinistowskiemu rządowi w latach 80., był prześladowany przez działaczy partii sandinistowskiej. Był politykiem PLC. W latach 1996–2001 pełnił funkcję wiceprezydenta. 6 listopada 2001 pokonał Daniela Ortęgę (działacza sandinistowskiego) w wyborach prezydenckich i odniósł zwycięstwo. Objął urząd 10 stycznia 2002. Po upływie pięcioletniej kadencji Bolañosa w styczniu 2007 jego następcą został Daniel Ortega.